# Tour Peninsular
El Tour Peninsular (oficialmente: Tour of Peninsular) es una carrera ciclista por etapas que se disputa en Malasia.
La carrera forma parte del UCI Asia Tour, dentro de la categoría 2.1. Su primera edición se corrió en 2019 y fue ganada por el ciclista español Marcos García.

## Palmarés
| Año  | Ganador       | Segundo     | Tercero     |
| ---- | ------------- | ----------- | ----------- |
| 2019 | Marcos García | Igor Chzhan | Metkel Eyob |
| 2023 |               |             |             |

## Palmarés por países
| País   | Victorias |
| ------ | --------- |
| España | 1         |